# Triticum carthlicum
Espèce
Triticum carthlicum, le blé de Perse, est une espèce de plantes monocotylédones de la famille des Poaceae, sous-famille des Pooideae, originaire d'Asie occidentale (Proche-Orient, Caucase). C'est une espèce de blé tétraploïde (2n = 28) de génome AABB, considérée par certains auteurs comme une sous-espèce de Triticum turgidum.
Cette espèce pourrait être à l'origine d'une partie du génome AABBDD du blé tendre hexaploïde, Tricticum aestivum. De récentes études confirme cette précédente hypothèse et suggèrent que T. Carthlicum proviendrait d'un croisement entre l'amidonnier domestiqué et T. aestivum,. 

## Taxinomie

### Synonymes
Selon Catalogue of Life (1 juillet 2017) :
- Gigachilon polonicum subsp. carthlicum (Nevski) Á.Löve
- Triticum carthlicum var. arnual Gandilyan
- Triticum carthlicum var. arnurual Gandilyan
- Triticum carthlicum var. arpual Gandilyan
- Triticum carthlicum var. narpual Gandilyan
- Triticum carthlicum var. narpurual Gandilyan
- Triticum dicoccum var. persicum Percival
- Triticum ibericum Menabde
- Triticum paradoxum Parodi
- Triticum persicum (Percival) Vavilov, nom. illeg.
- Triticum turgidum subsp. carthlicum (Nevski) Á.Löve
- Triticum turgidum var. carthlicum (Nevski) P.C.Kuo

### Liste des variétés
Selon Tropicos (1 juillet 2017) (Attention liste brute contenant possiblement des synonymes) :
- Triticum carthlicum var. arnual Gandilyan
- Triticum carthlicum var. arnurual Gandilyan
- Triticum carthlicum var. arpual Gandilyan
- Triticum carthlicum var. fuliginosum Zhuk.
- Triticum carthlicum var. narpual Gandilyan
- Triticum carthlicum var. narpurual Gandilyan
- Triticum carthlicum var. stramineum Zhuk.